# نارسایی حاد کلیه
نارسایی کلیه به معنی کاهش شدید عملکرد کلیه‌است. نارسایی کلیوی دو دسته است، حاد و مزمن.
علل مختلفی می‌توانند موجب نارسایی حاد کلیه شوند که به سه دسته علل پیش کلیوی (نرسیدن خون کافی به کلیه مثلاً در اثر تنگی شدید شریان کلیوی)، علل کلیوی ( مانند گلومرولونفریت و نکروز توبولار حاد) و علل پس کلیوی (انسداد مجاری ادرار مثلاً ناشی از سنگ کلیوی یا هایپرپلازی خوش خیم پروستات) تقسیم بندی می‌شوند.

## علائم
علائم اصلی این مشکل کاهش شدید حجم ادرار و افزایش سطح اوره و کراتینین خون می‌باشد.

## درمان
بیماری‌های کلیه وقتی به مراحل انتهایی نارسایی شدید می‌رسند صرف‌نظر از عامل ایجادکننده نارسایی و حاد یا مزمن بودن آن درمان مشابهی دارند. اصول درمان رعایت رژیم غذایی، مصرف برخی مکمل‌ها، پیوند کلیه و همودیالیز یا دیالیز صفاقی است.